# Saillans (Gironde)
Saillans település Franciaországban, Gironde megyében. Lakosainak száma 368 fő (2022. január 1.). Saillans Galgon, Les Billaux, Fronsac, Libourne, Saint-Aignan és Villegouge községekkel határos.

## Népesség
A település népessége az elmúlt években az alábbi módon változott:
| Lakosok száma | 390  | 422  | 407  | 404  | 375  | 396  | 403  | 385  | 376  | 368  |
|               | 1968 | 1982 | 1990 | 2006 | 2013 | 2015 | 2017 | 2019 | 2020 | 2022 |